# Talang (sopka)
Talang je sopka v západní části indonéského ostrova Sumatra, asi 20 km jihovýchodně od města Padang. Na svazích hory se nachází dvě jezera, přičemž to větší má rozměry 1 × 2 km. V 19. století bylo zaznamenáno několik menších erupcí. Poslední proběhla v prosinci roku 2007. Zajímavostí je, že všechny z nich se místo vrcholu odehrávaly v trhlinách na severovýchodním úbočí.